# Feldhockey-Europameisterschaft der Herren 1999
Die 8. Feldhockey-Europameisterschaft der Herren 1999 wurde vom 1. bis 12. September in Padua ausgetragen. Im Finale gewann Titelverteidiger Deutschland mit 8:7 nach Neunmeterschießen gegen die Niederlande.
Neben Gastgeber Italien nahmen die besten Sechs der Europameisterschaft 1995 – Deutschland, Niederlande, England, Belgien, Irland, Polen – teil. Fünf Mannschaften – Spanien, Frankreich, Wales, die Schweiz und Russland – erreichten das EM-Turnier über drei Qualifikationsturniere, an denen 17 Mannschaften teilnahmen.

## Spielplan

### Gruppenphase

#### Gruppe A
| Datum                   | Team 1      | Team 2      | Ergebnis    |
| ----------------------- | ----------- | ----------- | ----------- |
| 1. September 1999 9:30  | Irland      | Frankreich  | 2 : 3 (0:0) |
| 1. September 1999 12:00 | Niederlande | Polen       | 4 : 2 (3:1) |
| 1. September 1999 17:00 | England     | Russland    | 7 : 1 (5:1) |
| 2. September 1999 14:30 | Irland      | Niederlande | 0 : 5 (0:1) |
| 2. September 1999 17:30 | Frankreich  | England     | 1 : 4 (1:3) |
| 3. September 1999 9:30  | Russland    | Polen       | 4 : 3 (2:1) |
| 4. September 1999 12:00 | Irland      | England     | 0 : 3 (0:1) |
| 4. September 1999 14:30 | Frankreich  | Polen       | 5 : 4 (4:2) |
| 4. September 1999 17:00 | Russland    | Niederlande | 1 : 6 (1:4) |
| 6. September 1999 9:30  | Polen       | England     | 0 : 3 (0:1) |
| 6. September 1999 12:00 | Irland      | Russland    | 2 : 5 (1:3) |
| 6. September 1999 14:30 | Niederlande | Frankreich  | 4 : 0 (1:0) |
| 7. September 1999 12:00 | Polen       | Irland      | 2 : 1 (1:0) |
| 7. September 1999 17:00 | Niederlande | England     | 3 : 3 (2:1) |
| 8. September 1999 9:30  | Russland    | Frankreich  | 3 : 1 (1:0) |

Tabelle
| Rang | Land        | Spiele | Tore  | Differenz | Punkte |
| ---- | ----------- | ------ | ----- | --------- | ------ |
| 1    | Niederlande | 5      | 22:6  | +16       | 13     |
| 2    | England     | 5      | 20:5  | +15       | 13     |
| 3    | Russland    | 5      | 14:19 | −5        | 9      |
| 4    | Frankreich  | 5      | 10:17 | −7        | 6      |
| 5    | Polen       | 5      | 11:22 | −11       | 3      |
| 6    | Irland      | 5      | 5:18  | −13       | 0      |

Legende: qualifiziert für die Finalspiele, qualifiziert für die Spiele um die Plätze 5–8, qualifiziert für die Spiele um die Plätze 9–12

#### Gruppe B
| Datum                   | Team 1      | Team 2      | Ergebnis    |
| ----------------------- | ----------- | ----------- | ----------- |
| 1. September 1999 14:30 | Italien     | Deutschland | 0 : 6 (3:0) |
| 2. September 1999 9:30  | Schweiz     | Wales       | 2 : 2 (0:1) |
| 2. September 1999 12:00 | Spanien     | Belgien     | 3 : 5 (2:4) |
| 3. September 1999 12:00 | Wales       | Belgien     | 0 : 1 (0:1) |
| 3. September 1999 14:30 | Schweiz     | Italien     | 2 : 1 (1:0) |
| 3. September 1999 17:00 | Deutschland | Spanien     | 0 : 0 (0:0) |
| 5. September 1999 12:00 | Deutschland | Schweiz     | 5 : 2 (3:0) |
| 5. September 1999 14:30 | Italien     | Belgien     | 2 : 3 (1:3) |
| 5. September 1999 17:00 | Spanien     | Wales       | 5 : 1 (1:0) |
| 6. September 1999 17:00 | Deutschland | Belgien     | 6 : 2 (2:1) |
| 7. September 1999 9:30  | Schweiz     | Spanien     | 0 : 1 (0:1) |
| 7. September 1999 14:30 | Italien     | Wales       | 1 : 6 (0:3) |
| 8. September 1999 12:00 | Belgien     | Schweiz     | 5 : 3 (4:1) |
| 8. September 1999 17:00 | Italien     | Spanien     | 1 : 7 (1:4) |
| 8. September 1999 17:00 | Deutschland | Wales       | 6 : 1 (3:0) |

Tabelle
| Rang | Land        | Spiele | Tore  | Differenz | Punkte |
| ---- | ----------- | ------ | ----- | --------- | ------ |
| 1    | Deutschland | 5      | 23:5  | +18       | 13     |
| 2    | Belgien     | 5      | 16:14 | +2        | 12     |
| 3    | Spanien     | 5      | 16:7  | +9        | 10     |
| 4    | Wales       | 5      | 10:15 | −5        | 4      |
| 5    | Schweiz     | 5      | 9:14  | −5        | 4      |
| 6    | Italien     | 5      | 5:24  | −19       | 0      |

Legende: qualifiziert für die Finalspiele, qualifiziert für die Spiele um die Plätze 5–8, qualifiziert für die Spiele um die Plätze 9–12

### Platzierungsspiele

#### Spiele um die Plätze 9–12
| Datum                    | Team 1  | Team 2  | Ergebnis    |
| ------------------------ | ------- | ------- | ----------- |
| 11. September 1999 9:00  | Polen   | Italien | 5 : 1 (1:1) |
| 11. September 1999 11:30 | Schweiz | Irland  | 2 : 1 (1:0) |

##### Spiel um Platz 11
| Datum                   | Team 1  | Team 2 | Ergebnis    |
| ----------------------- | ------- | ------ | ----------- |
| 12. September 1999 9:00 | Italien | Irland | 1 : 2 (1:0) |

##### Spiel um Platz 9
| Datum                    | Team 1  | Team 2 | Ergebnis    |
| ------------------------ | ------- | ------ | ----------- |
| 12. September 1999 11:30 | Schweiz | Polen  | 2 : 6 (2:4) |

#### Spiele um die Plätze 5–8
| Datum                    | Team 1   | Team 2     | Ergebnis          |
| ------------------------ | -------- | ---------- | ----------------- |
| 10. September 1999 9:00  | Russland | Wales      | 3 : 4 n. 7m (1:1) |
| 10. September 1999 11:30 | Spanien  | Frankreich | 3 : 0 (1:0)       |

##### Spiel um Platz 7
| Datum                    | Team 1     | Team 2   | Ergebnis    |
| ------------------------ | ---------- | -------- | ----------- |
| 11. September 1999 14:00 | Frankreich | Russland | 4 : 1 (2:1) |

##### Spiel um Platz 5
| Datum                    | Team 1  | Team 2 | Ergebnis    |
| ------------------------ | ------- | ------ | ----------- |
| 11. September 1999 16:30 | Spanien | Wales  | 3 : 0 (1:0) |

### Halbfinale
| Datum                    | Team 1      | Team 2  | Ergebnis    |
| ------------------------ | ----------- | ------- | ----------- |
| 10. September 1999 14:00 | Niederlande | Belgien | 7 : 1 (4:1) |
| 10. September 1999 16:30 | Deutschland | England | 4 : 0 (1:0) |

#### Spiel um Platz 3
| Datum                    | Team 1  | Team 2  | Ergebnis    |
| ------------------------ | ------- | ------- | ----------- |
| 12. September 1999 14:00 | England | Belgien | 7 : 2 (2:1) |

### Finale
| Datum                    | Team 1      | Team 2      | Ergebnis                    |
| ------------------------ | ----------- | ----------- | --------------------------- |
| 12. September 1999 16:30 | Deutschland | Niederlande | 8 : 7 n. 7m (3:3, 3:3, 2:2) |

|  | Halbfinale          | Halbfinale  |         |   | Finale | Finale |
|  |                     |             |         |   |        |        |
|  | Niederlande         | 7           |         |   |        |        |
|  | Belgien             | 1           |         |   |        |        |
|  | -                   |             |         |   |        |        |
|  |                     |             | -       |   |        |        |
|  | Deutschland         | 3 (8)       |         |   |        |        |
|  |                     | Niederlande | 3 (7)   |   |        |        |
|  |                     |             |         |   |        |        |
|  | Spiel um Platz drei |             |         |   |        |        |
|  |                     |             | Belgien | 2 |        |        |
|  | Deutschland         | 4           | England | 7 |        |        |
|  | England             | 0           |         |   | -      | -      |

## Abschlussplatzierungen
| Pl. | Team        |
| --- | ----------- |
|     | Deutschland |
|     | Niederlande |
|     | England     |
| 4   | Belgien     |
| 5   | Spanien     |
| 6   | Wales       |
| 7   | Frankreich  |
| 8   | Russland    |
| 9   | Polen       |
| 10  | Schweiz     |
| 11  | Irland      |
| 12  | Italien     |

Die ersten Vier qualifizierten sich direkt für die Europameisterschaft 2003.

## Europameister
Christopher Reitz, Clemens Arnold, Tobias Hentschel, Philipp Crone, Björn Michel, Sascha Reinelt, Christoph Eimer, Björn Emmerling, Christoph Bechmann, Michael Green, Tibor Weissenborn, Florian Kunz, Christian Mayerhöfer, Matthias Witthaus, Christian Wein, Benjamin Köpp, Florian Keller